# Beiyang
Beiyang (chinesisch 北洋, Pinyin Běiyáng) ist der qingzeitliche Name für die chinesischen Küstenprovinzen Liaoning, Zhili und Shandong.
Nach dieser Region sind verschiedene historische Einrichtungen benannt:
- die Beiyang-Armee in der Endphase der Qing-Dynastie und zu Beginn der Republik China
- die von dieser gestützte Beiyang-Regierung
- die Universität Beiyang daxue (北洋大学; engl. Imperial Tientsin University / Peiyang University) in Tianjin – die heutige Tianjin-Universität.

Koordinaten: 41° 0′ N, 123° 0′ O